# Lee Se-young
Lee Se-young (* 20. Dezember 1992 in Seoul) ist eine südkoreanische Schauspielerin.

## Leben
Lee Se-young, die an der Sungshin Women’s University in Seoul studierte, begann ihre Laufbahn als Schauspielerin bereits 1997 mit ersten Fernsehauftritten im Alter von fünf Jahren. 2004 erhielt sie ihre ersten Filmrollen und war im selben Jahr als Hauptdarstellerin im Drama When I Turned Nine sowie in der Komödie Lovely Rivals neben Yeom Jeong-a zu sehen.
2008 bis 2011 pausierte Lee Se-young ihre Schauspielkarriere. 2013 erhielt sie eine größere Rolle unter ihrem echten Vornamen Se-young im Horror-Episodenfilm Horror Stories 2 und gehörte im selben Jahr als Yang Ah-young zur Hauptbesetzung der Kurzserie Puberty Medley.
2016 spielte Lee Se-young die Rolle der Han Gyeo-wool in der Fantasy-Vampirserie The Vampire Detective. 2017 folgte mit Hit the Top, eine weitere Fernsehserie, in der sie (als Choi Woo-seung) eine der Hauptrollen spielte. In der auch auf Netflix verfügbaren Serie A Korean Odyssey hatte sie im selben Jahr eine Nebenrolle. 2019 verkörperte Lee Se-young Königin Yu (Yoo So-woon) in der Historienserie The Crowned Clown und übernahm eine Hauptrolle in der Arztserie Doctor John.
2020 spielte Lee Hauptrollen in der Krimiserie Memorist sowie im Zeitreise-Thriller Kairos. 2021 wirkte sie mit ihrem Auftritt als Seong Deok-im in The Red Sleeve in einer weiteren Historienserie mit. Es folgten Hauptrollen in The Law Cafe (2022) und The Story of Park’s Marriage Contract (seit 2023).
2017 nahm Lee Se-young an der Musikshow King of Mask Singer teil und gehörte von 2018 bis 2019 zur Besetzung der Varieté-Show Weekend Playlist. Für ihre schauspielerische Leistung wurde sie mehrfach ausgezeichnet, darunter 2017 mit dem Baeksang Arts Award als beste neue Darstellerin in einer Fernsehserie, 2019 mit dem SBS Drama Award als beste Darstellerin in einer Miniserie (für Doctor John), und 2021 in derselben Kategorie mit dem MBC Drama Award (für The Red Sleeve). 2019 erhielt sie für ihre Rolle in The Crowned Clown bei den Korea Drama Awards den Preis als beste Schauspielerin. Für ihre Hauptrolle in The Story of Park’s Marriage Contract wurde Lee erneut mit einem MBC Drama Award als beste Darstellerin in einer Miniserie ausgezeichnet.

## Filmografie (Auswahl)
- 2003: Dae Jang Geum (Fernsehserie, 3 Folgen)
- 2004: When I Turned Nine (Ahopsal insaeng)
- 2004: Lovely Rivals (Yeoseonsaeng vs. Yeojeja)
- 2005: All for Love (Naesaengae gajang areumdawun iljuil)
- 2012: All About My Wife (Nae anaeui modeun geot)
- 2013: Horror Stories 2 (Mu-seo-un Iyagi)
- 2013: Puberty Medley (Sachungi Medeulli; Fernsehserie, 4 Folgen)
- 2014: Hot Young Bloods (Pikkeulneun Cheongchun)
- 2014: Lovers of Music (Teuroteueui Yeonin; Fernsehserie, 16 Folgen)
- 2016: The Vampire Detective (Baempaieo Tamjeong; Fernsehserie, 12 Folgen)
- 2017: Hit the Top (Choegoui Hanbang; Fernsehserie, 32 Folgen)
- 2017: A Korean Odyssey (Hwayugi; Fernsehserie, 18 Folgen)
- 2018: Duck Town (Su seong mot)
- 2019: The Crowned Clown (Wang-i doen namja; Fernsehserie, 16 Folgen)
- 2019: Doctor John (Uisayohan; Fernsehserie, 16 Folgen)
- 2020: Memorist (Memoriseuteu; Fernsehserie, 16 Folgen)
- 2020: Kairos (Kairoseu; Fernsehserie, 16 Folgen)
- 2020: How Are U Bread (Hawayubeuredeu; Fernsehserie, 5 Folgen)
- 2021–2022: The Red Sleeve (Otsomae Bulgeun Kkeutdong; Fernsehserie, 17 Folgen)
- 2022: Seoul Vibe (Seouldaejagjeon)
- 2022: The Law Cafe (Beopdaero Saranghara; Fernsehserie, 16 Folgen)
- seit 2023: The Story of Park’s Marriage Contract (Yeollyeobakssi gye-yakgyeolhondyeon; Fernsehserie)